# 桂火绳
桂火绳（学名：Eriolaena kwangsiensis）为梧桐科火绳树属下的一个种。

## 扩展阅读
- 維基物種上的相關：桂火绳